# 天鷹座26
天鷹座26，又名BD-05 4936，HD 181391、SAO 143286、HR 7333，是天鷹座的一颗恒星，视星等为5.01，位于銀經31.39，銀緯-8.93，其B1900.0坐标为赤經19h 15m 12.6s，赤緯-5° -8.93′ 10″。